# Liinachamari
Liinachamari (ros. Лиинахамари, fiń. Liinahamari, szw. Linhammar) – wieś portowa w Rosji w rejonie peczengijskim obwodu murmańskiego. W 2010 roku zamieszkana przez 475 osób.

## Położenie
Miejscowość leży na brzegu zatoki Pieczengskaja guba, kilkanaście kilometrów na północny wschód od Peczengi. Kilka kilometrów na zachód od Liinachamari leży jezioro Trifona-jarwi.

## Historia
W 1920 roku w wyniku traktatu w Tartu pomiędzy Rosją a Finlandią tereny wraz z Liinahamari otrzymała Finlandia. Był to jedyny fiński port na Oceanie Arktycznym. Żeby wykorzystać jego potencjał, w 1931 ukończono drogę łączącą miejscowość z odległym o 531 km Rovaniemi, zwaną Jäämerentie. Podczas wojny zimowej armia sowiecka zajęła miejscowość, jednak została ona zwrócona Finlandii na mocy traktatów moskiewskich w 1940 roku. Wtedy też port w Liinahamari zyskał szczególną rolę, ponieważ z uwagi na działania wojenne porty bałtyckie były zamknięte.
Pierwszym dużym statkiem towarowym, który przypłynął do zupełnie nieprzystosowanego do tego portu rybackiego był SS Greta z bronią kupioną w Hiszpanii. Miało to miejsce 14 kwietnia 1940 roku. W maju 1941 flota brytyjska zaczęła blokować statki płynące do Liinahamari, a 18 czerwca całkiem zablokowała port. 25 czerwca Związek Radziecki zaatakował Finlandię, rozpoczynając wojnę kontynuacyjną. 30 czerwca samoloty Fleet Air Arm zbombardowały port w ramach Operacji EF.
Podczas wojny kontynuacyjnej kontrolę nad portem sprawowała III Rzesza. Po wybuchu wojny lapońskiej w 1944 roku, fińscy mieszkańcy Liinahamari zostali ewakuowani. 15 października (lub 12 października) obszar wokół miejscowości zajęła Armia Czerwona. W rezultacie pokoju paryskiego z 1947 cała okolica Peczengi została ostatecznie utracona przez Finlandię na rzecz Związku Radzieckiego.